# گریت هوروود
گریت هوروود (به انگلیسی: Great Horwood) یک محله مدنی و روستا در بریتانیا است که در الزبری ول واقع شده‌است. گریت هوروود ۱٬۰۴۹ نفر جمعیت دارد.